# Andrea Coda
Andrea Coda (ur. 25 kwietnia 1985 roku w Massie) – włoski piłkarz występujący na pozycji środkowego obrońcy. Zawodnik Pescary.

## Kariera klubowa
Andrea Coda zawodową karierę rozpoczynał w 2004 roku w Empoli FC. Mimo młodego wieku od razu wywalczył sobie tam miejsce w pierwszej jedenastce. Wraz z drużyną Empoli zwyciężył w drugiej lidze i awansował do Serie A. W najwyższej klasie rozgrywek w kraju Coda także grał w podstawowym składzie swojego klubu. Łącznie dla "Azzurich" Andrea rozegrał 76 spotkań i strzelił jednego gola.
Dobrą formę Włocha dostrzegli działacze Udinese Calcio, którzy zatrudnili Codę latem 2006 roku. "Bianconeri" pozyskali jednak tylko połowę praw do karty zawodnika, a drugą połowę dokupili rok później. W pierwszym sezonie w barwach Udine włoski obrońca wystąpił w 22 ligowych pojedynkach. Ligowy debiut zanotował 15 października 2006 roku w wygranym 3:0 wyjazdowym spotkaniu z Parmą. W sezonie 2007/2008 Coda rozegrał w lidze 20 meczów, natomiast rozgrywki 2008/2009 rozpoczął jako podstawowy gracz swojej drużyny. Sezon zakończył z 24 występami w Serie A, wszystkimi w podstawowym składzie.

## Kariera reprezentacyjna
Coda ma za sobą występy w młodzieżowych reprezentacjach Włoch. Wraz z drużyną do lat 20 zagrał na Mistrzostwach Świata U-20 2005, na których Włosi dotarli do ćwierćfinału. W 2006 roku z zespołem U-21 Andrea uczestniczył w Mistrzostwach Europy U-21 2006, jednak juniorzy "Squadra Azzura" na turnieju tym nie zdołali wyjść ze swojej grupy. Łącznie dla zespołów narodowych we wszystkich kategoriach wiekowych Coda rozegrał 39 spotkań i strzelił 1 gola.